# (5633) 1978 UL7
(5633) 1978 UL7 (1978 UL7, 1930 KU, 1975 TA5, 1977 FZ1, 1980 FE9, 1987 QX8) — астероїд головного поясу, відкритий 27 жовтня 1978 року.
Тіссеранів параметр щодо Юпітера — 3.697.